# Марк Бірчем
Марк Бірчем (англ. Marc Bircham, нар. 11 травня 1978, Лондон) — англійський і канадський футболіст, що грав на позиціях центрального захисника та півзахисника, зокрема за клуби «Міллволл» та «КПР», а також за національну збірну Канади, у складі якої — володар Золотого кубка КОНКАКАФ. 
По завершенні ігрової кар'єри — тренер. З 2022 року входить до тренерського штабу клубу «Комо».

## Клубна кар'єра
У дорослому футболі дебютував 1996 року виступами за команду «Міллволл», в якій провів шість сезонів, взявши участь у 86 матчах чемпіонату. 
Своєю грою за цю команду привернув увагу представників тренерського штабу «Квінз Парк Рейнджерс», до складу якого приєднався 2002 року. Відіграв за лондонську команду наступні п'ять сезонів своєї ігрової кар'єри. Більшість часу, проведеного у складі «Квінз Парк Рейнджерс», був основним гравцем команди.
Завершував ігрову кар'єру у команді «Йовіл Таун», за яку виступав протягом 2007—2009 років.

## Виступи за збірну
Мав право на рівні збірних захищати кольори Канади, адже один із його дідусів походив із Вінніпега. 1999 року отримав виклик до національної збірної Канади і дебютував в офіційних матчах у її складі.
У складі збірної був учасником розіграшу Золотого кубка КОНКАКАФ 2000 року у США, здобувши того року титул континентального чемпіона, що дало канадцям право участі у розіграші Кубка конфедерацій 2001 в Японії і Південній Кореї, де Бірчем також був включений до їх складу.
Загалом протягом кар'єри в національній команді, яка тривала 6 років, провів у її формі 17 матчів, забивши один гол.

## Кар'єра тренера
Розпочав тренерську кар'єру відразу ж по завершенні кар'єри гравця, 2009 року, увійшовши до тренерського штабу клубу «КПР», де пропрацював до 2014 року. Протягом двох турів чемпіонату у 2009 році виконував обов'язки головного тренера.
Згодом працював на посаді помічника головного тренера також у «Міллволлі» та американських «Чикаго Файр» та «Аризона Юнайтед». Протягом 2020–2021 років був технічним директором збірної Багамських островів, після чого нетривалий час тренував ірландський «Вотерфорд».
Влітку 2022 року став помічником Джакомо Гаттузо у тренерському штабі італійського друголігового «Комо».

## Титули і досягнення
- Володар Золотого кубка КОНКАКАФ (1): 2000